# Antonio Caba
Antonio Caba y Casamitjana — en catalán Antoni Caba i Casamitjana— (Barcelona, 1838-Barcelona, 25 de enero de 1907) fue un pintor español, conocido retratista y representante del academicismo pictórico. 

## Biografía

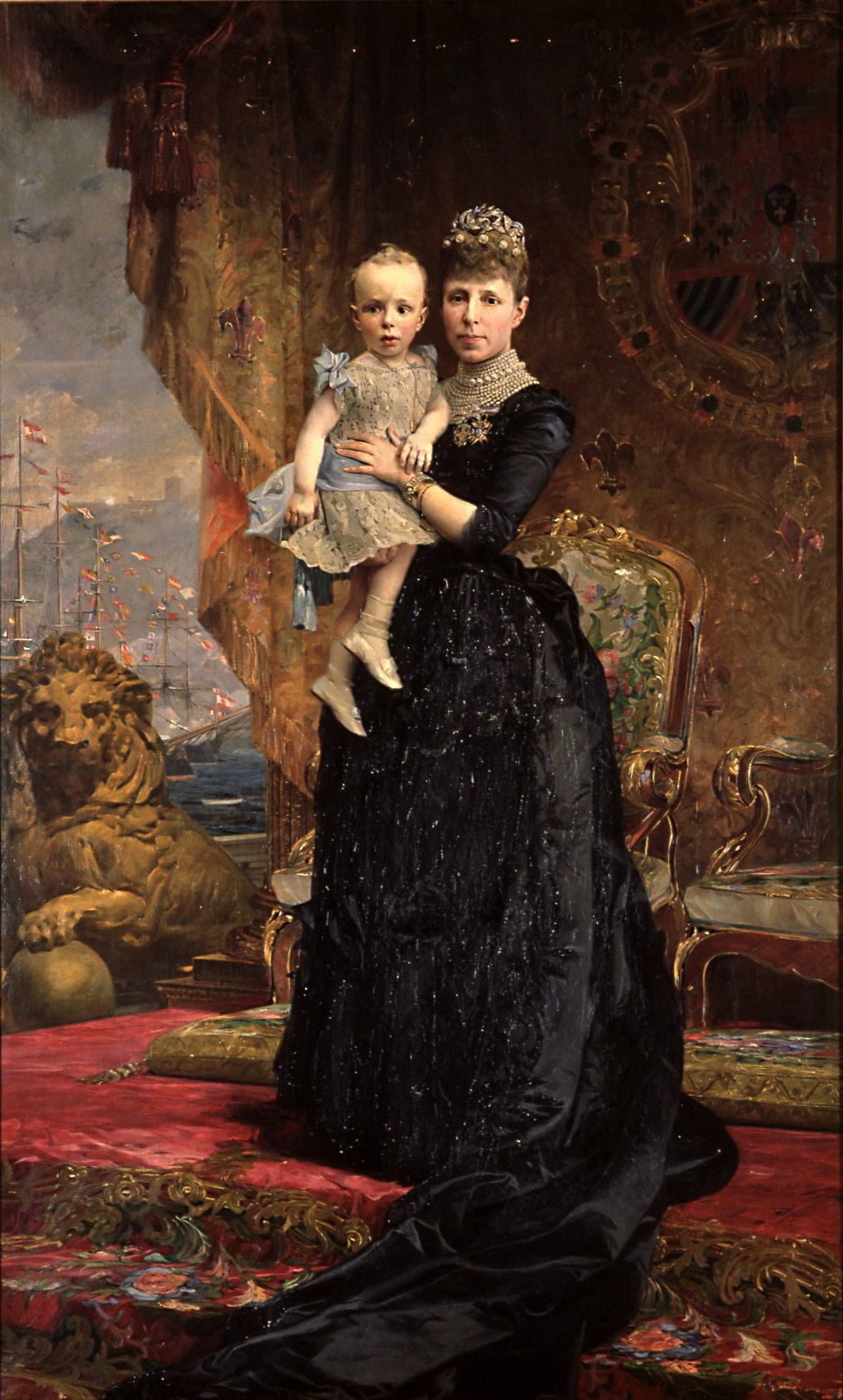
Retrato de la reina María Cristina de Habsburgo-Lorena y su hijo Alfonso XIII, 1890, óleo sobre lienzo, 251 x 153 cm, Real Academia Catalana de Bellas Artes de San Jorge (inv. 244)

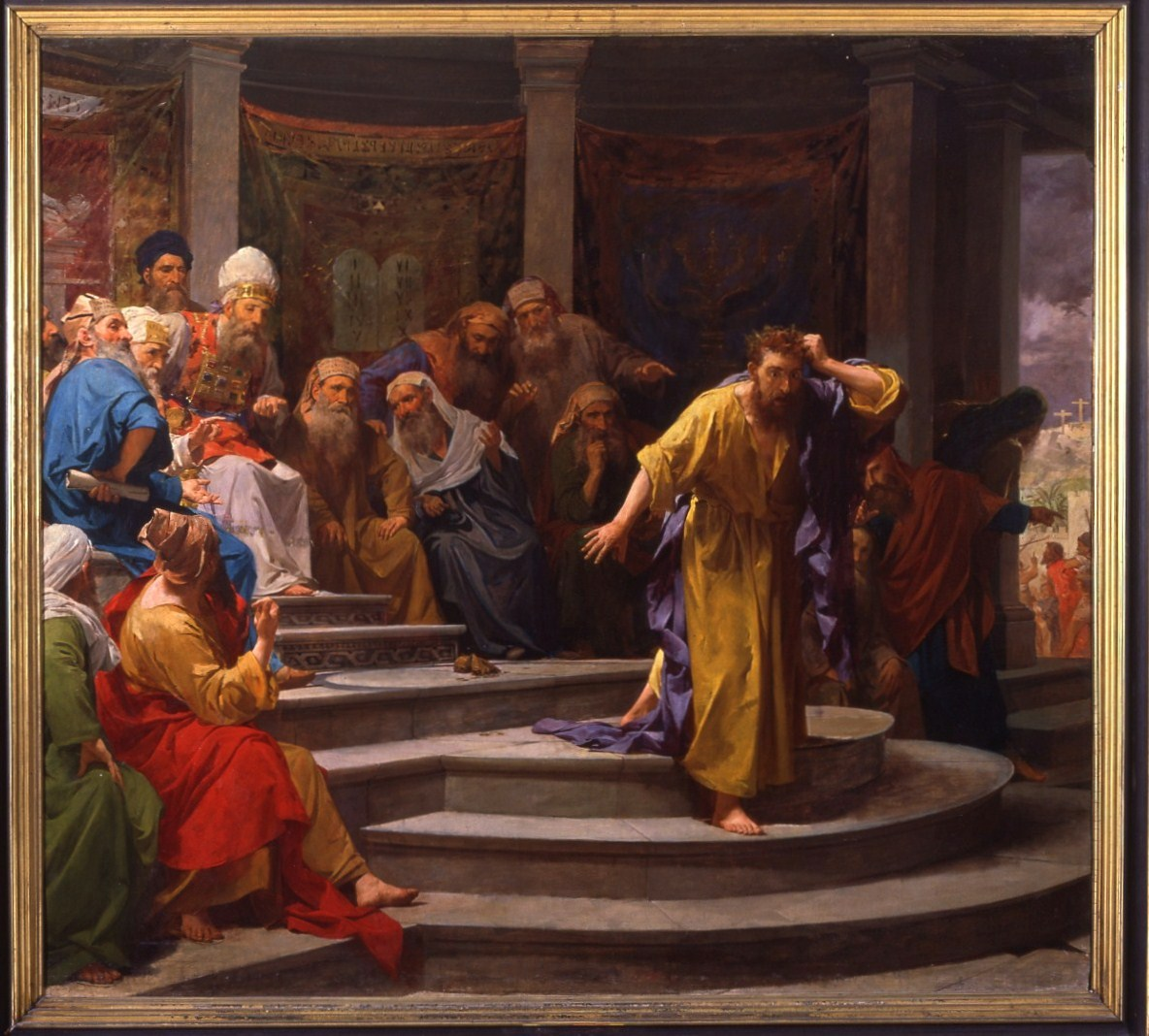
Arrepentimiento de Judas, 1874, óleo sobre lienzo, 190 x 210 cm, Real Academia Catalana de Bellas Artes de San Jorge (inv. 275)

Se formó en la Escuela de la Lonja durante los años 1850, donde recibió formación de la mano de Gabriel Planella, Pau Milà i Fontanals y de Claudio Lorenzale. Gracias a una pensión de la diputación, posteriormente estudió en la Real Academia de Bellas Artes de San Fernando de Madrid, donde recibió lecciones de Federico de Madrazo. En 1864 se presentó por primera vez en la Exposición Nacional de Bellas Artes con La heroína de Peralada, óleo por el que obtuvo segunda medalla y que compró el Estado con destino al Museo de la Trinidad (Museo del Prado, depositado en el Ayuntamiento de Perelada).
Durante un tiempo se formó en la Academia de Bellas Artes de París, donde estuvo bajo las órdenes del pintor suizo Charles Gleyre. En 1874 ganó la posición para la plaza de profesor de la clase de Colorido y Composición de la Escuela de la Lonja, que consiguió con su obra Arrepentimiento de Judas, y entre 1887 y 1901 fue el director de esta Escuela. Durante este tiempo se dedicó a realizar retratos para la burguesía catalana y barcelonesa en particular, que recibieron el apodo de fotográficos. Fue socio del Real Círculo Artístico de Barcelona.

## Obra

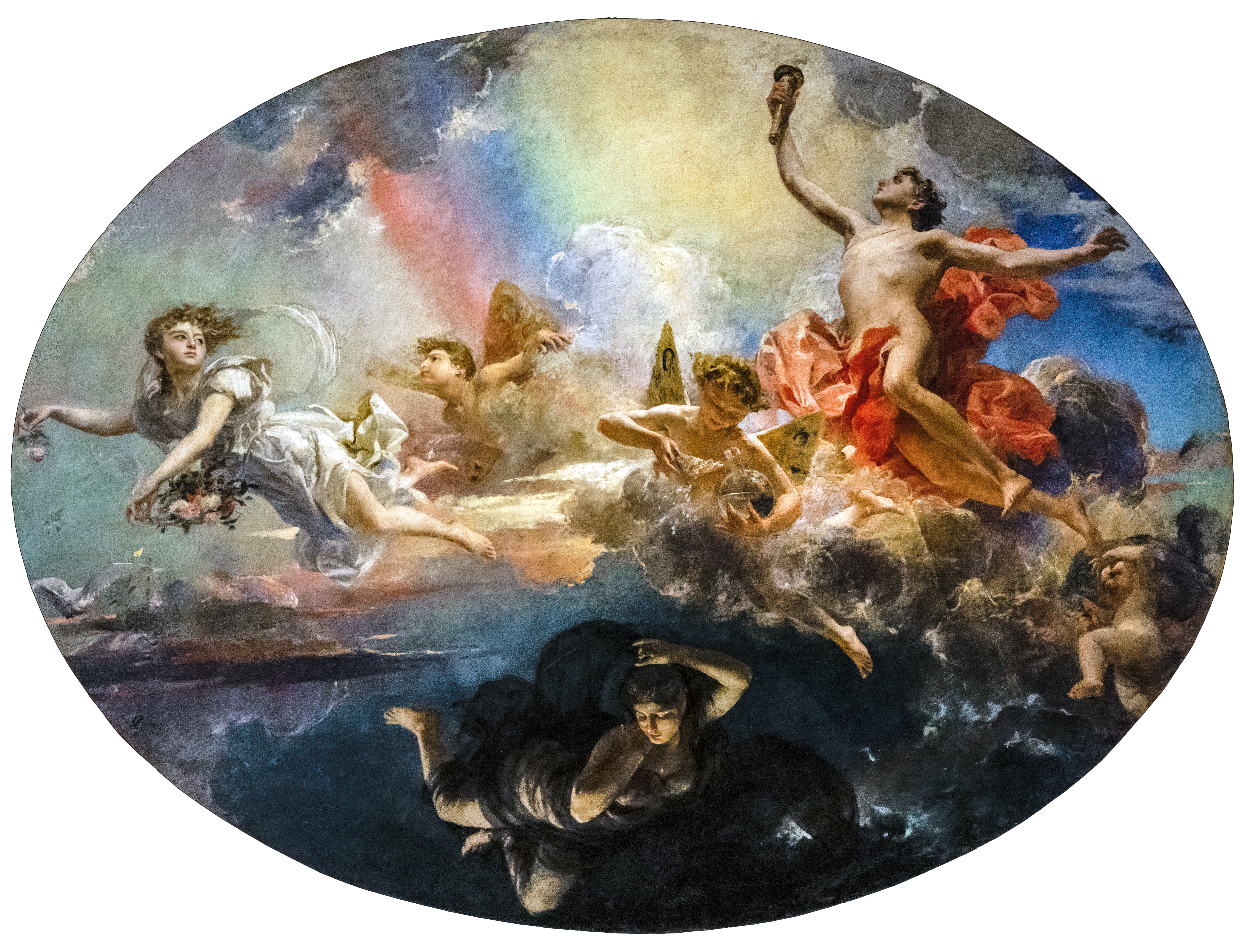
El triunfo del Día sobre la Noche precedido de la Aurora (1882), Museo Nacional de Arte de Cataluña

Su obra está relacionada con el academicismo pictórico con influencia del romanticismo. Realizó decoraciones murales, entre otros lugares en el Gran Teatro del Liceo y fue un reconocido retratista, con un estilo muy sobrio. En el Museo Nacional de Arte de Cataluña se conservan los retratos que dedicó a los pintores Joaquím Vayreda, Sebastià Junyent y Ramón Padró junto con su propio Autorretrato y el del niño Josep María Brusi en su lecho de muerte, entre otros, además de algunos asuntos alegóricos y estudios para decoraciones murales como El Tiempo, la Fortuna y el Amor. Otro retrato de artista conserva el Museo del Prado titulado El escultor Samsó.
En la Real Academia Catalana de Bellas Artes de San Jorge, aparte de las dos obras reproducidas, se conservan las siguientes pinturas: El tributo del César, Copia de El príncipe Baltasar Carlos de Velázquez, Retrato de Frederic Oliveras, Retrato de Maria Moret d'Oliveras, Retrato de Narcís Oliveras, Retrato de Enriqueta Oliveras, Retrato del marqués de Alfarràs, Retrato de Beatriu Vidal de Monserdà y Retrato de Claudi Lorenzale, así como un retrato del pintor realizado en 1907 por Arcadio Mas. También hay obra suya en el Museo de Arte del Ampurdán de Figueras. Otros personajes retratados por Caba fueron el matrimonio formado por Sebastián López de Lerena de la Quadra-Salcedo y Ángela de Epalza Palacio, conservados en poder de sus descendientes en Vizcaya.

## Premios y reconocimientos
- Medalla de oro en la Exposición Universal de Barcelona de 1888